# Empoasca ruficeps
Empoasca ruficeps är en insektsart som beskrevs av Van Duzee 1917. Empoasca ruficeps ingår i släktet Empoasca och familjen dvärgstritar.
Artens utbredningsområde är Kalifornien. Inga underarter finns listade i Catalogue of Life.